# 灰岩紫堇
灰岩紫堇（学名：Corydalis calcicola），为罂粟科紫堇属下的一个植物种。